# Дубовский сельский округ
Ду́бовский сельский округ (каз. Дубов ауылдық округі) — административная единица в составе Абайского района Карагандинской области Казахстана. Административный центр — село Дубовка.
Население — 3993 человека (2009; 3843 в 1999, 4719 в 1989).
По состоянию на 1989 год существовал Дубовский сельский совет (села Алабас, Дубовка, Новостройка) ликвидированного Тельманского района. Село Алабас было ликвидировано 2007 года. К 2016 году сельский округ находился в составе Бухар-Жырауского района, после чего был разделен между Абайским районом (село Дубовка) и Уштобинским сельским округом Бухар-Жырауского района (село Новостройка).

## Состав
В состав округа входят такие населённые пункты:
| Населённый пункт | Население, человек (1989) | Население, человек (1999) | Население, человек (2009) |
| ---------------- | ------------------------- | ------------------------- | ------------------------- |
| Алабас, село     | 118                       | 47                        | -                         |
| Дубовка, село    | 4601                      | 3796                      | 3993                      |